# Taphinellina ictericus
Taphinellina ictericus es una especie de insecto coleóptero de la familia Chrysomelidae.
Fue descrita científicamente en 1889 por Weise.